# Mario Puccini (peintre)
Pour les articles homonymes, voir Puccini (homonymie).
Pour Mario Puccini, voir Mario Puccini.
Mario Puccini, né le 28 juin 1869 à Livourne - mort le 18 juin 1920 à Florence, est un peintre italien du mouvement artistique postmacchiaioli (it), qu'on peut rapprocher dans les intentions au  postimpressionnisme français. Il a parfois été appelé « Le Van Gogh italien ».

## Biographie
Mario Puccini naît le 28 juin 1869 à Livourne.
Travaillant dans la boulangerie de son père  et réalisant des esquisses par occupation personnelle, son talent est alors remarqué par Giovanni Fattori  qui l'encourage à s'inscrire à l'Académie des beaux-arts de Florence, ce qu'il  fait contre l'avis de ses parents en 1884 alors qu'il n'a que quinze ans. Étudiant avec Fattori, il est influencé par les œuvres de Silvestro Lega.
Après ses études, il retourne à Livourne et poursuit ses études à la Scuola Libera del Nudo. En 1893, sa famille le fait interner dans un hôpital psychiatrique à Sienne, invoquant la dépression et la manie de persécution comme justificatif. Cette situation pourrait avoir été provoqué par l'infidélité d'une femme qu'il aimait, ou peut-être tout simplement que sa famille le trouvait trop fantasque, mais l'expérience a produit un changement majeur dans son style artistique. Il a abandonné le style réaliste des Macchiaioli en faveur des grandes lignes et des couleurs plus vives en développant sa propre version du divisionnisme. Cette combinaison de style et de la maladie mentale lui a valu son surnom: « Le Van Gogh de Livourne » (plus tard, « d'Italie »).
Pauvre financièrement, il a travaillé comme un garçon, a créé des dessins pour brodeuses et modistes, fit des dessins et a vendu occasionnellement sa peinture. En 1911, il est allé en France pour une année, vivant près de son frère à Digne-les-Bains. Là, il peignit des sujets maritimes et  entreprit d'étudier les œuvres de Paul Cézanne. Quand il revint à Livourne, il devint un habitué du Caffè Bardi (sur le modèle du  Caffè Michelangiolo  de Florence) qui, depuis 1908, avait servi de lieu de rencontre pour les jeunes artistes de la ville, la plupart du temps de la génération suivante de Puccini. Il a commencé à exposer et, à partir de 1914, put vivre de sa  peintures.
À l'âge de cinquante ans, après une brève hospitalisation, il meurt d'une infection pulmonaire négligée, aggravée par les longues heures qu'il a passées à l'extérieur, à peindre en Maremme. Sa mort inattendue, comme il commençait à être appréciée, causa une grande tristesse parmi ses amis au Café Bardi. Le mois suivant sa mort, quinze d'entre eux se sont réunis dans les studios de Gino Romiti et ont créé le Gruppo Labronico (it) (Groupe livournais) pour honorer ses réalisations, promouvoir les artistes de Livourne, et faire transférer le corps de Puccini dans la chapelle commémorative près du Sanctuaire de Montenero. Le processus  bloqué pour des raisons bureaucratiques, le groupe   persista et son corps y fut finalement placé en 1988.
En 1949, dans une rue de Quercianella le commémore.

## Œuvres
- Côtes rocheuses en Italie (1907), 19 × 26,5 cm
- Il muraglione dell'antico lazzaretto a Livorno (1908), huile sur panneau, 50 × 31 cm
- Vele al Sole, huile sur carton, 28 × 18 cm
- Barconi a fortezza,
- Barconi in darsena, huile sur carton, 22 × 32 cm
- Ritratto di ragazzino
- Scogli a Antignano, huile sur carton, 19 × 26,5 cm
- La Metallurgica
- Porto de Livorno
- Strada di campana (1915), huile sur carton, 28 × 41 cm
- Bosco (1915-1916), huile sur carton, 31 × 39,5 cm
- Bambina nei campi (1916)
- Minaccia di tempesta, huile sur panneau, 32 × 42,5 cm
- Pasture in Maremma (Pâturage en Maremme)

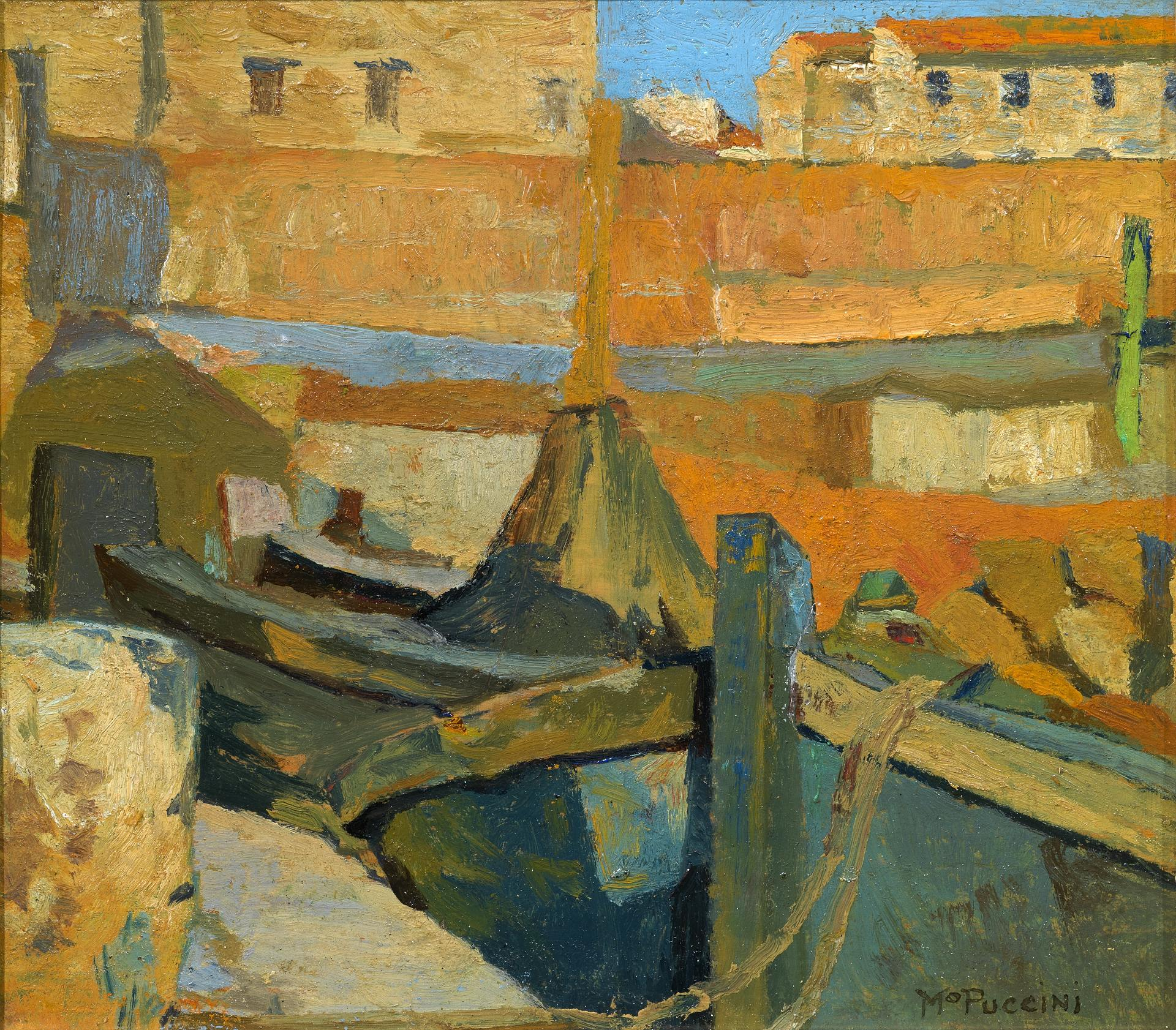
Barconi a fortezza(Barques à la forteresse).
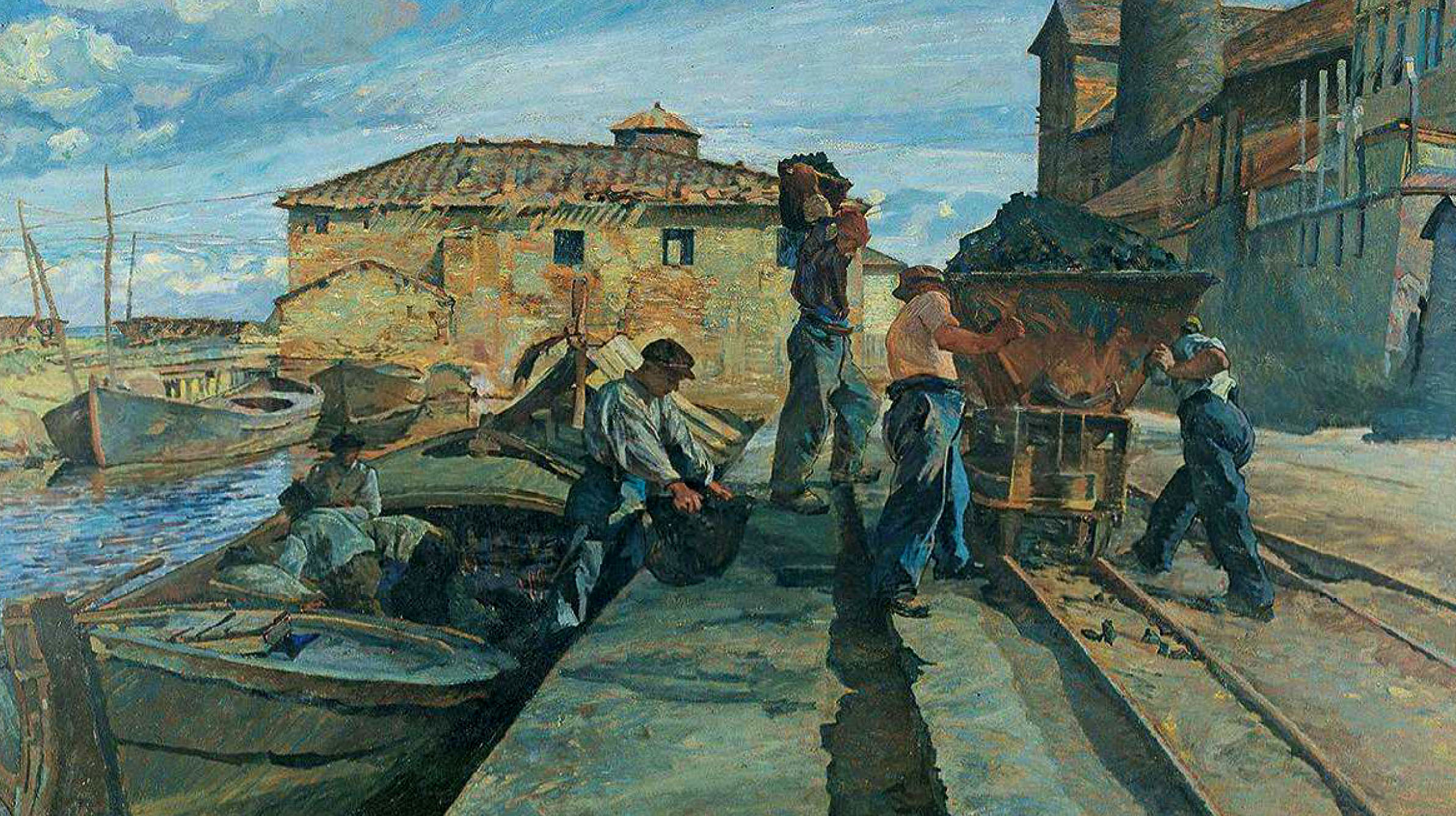
La Metallurgica(La Métallurgie).
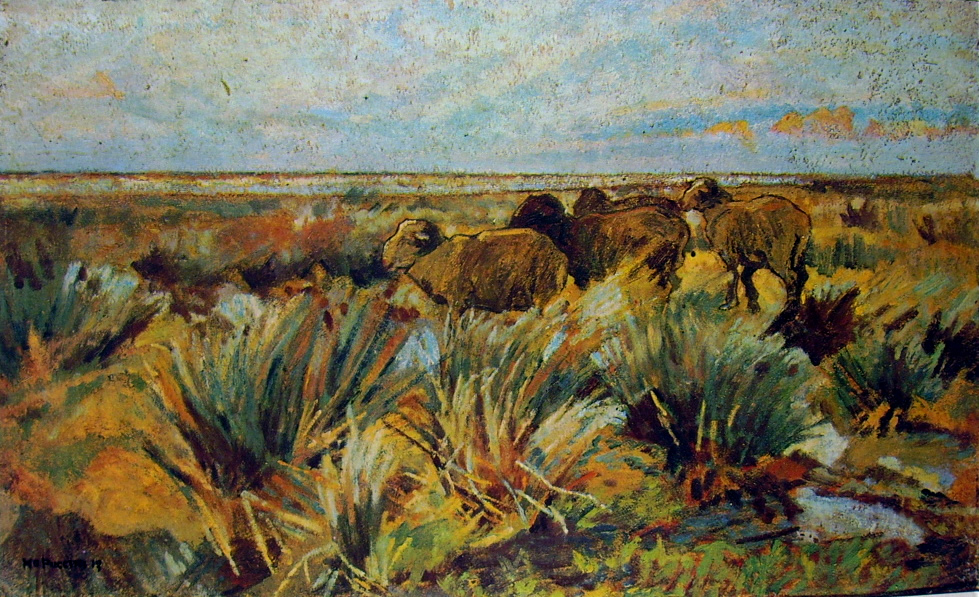
Pasture in Maremma(Pâturage en Maremme).